# Red Hamilton
Red Hamilton, vlastním jménem Robert Dean (10. červen 1926 Decatur – 20. července 2019 Victorville), byl americký automobilový závodník.

## Kompletní výsledky ve formuli 1
| Legenda k tabulce | Legenda k tabulce                                                                       |
| Barva             | Výsledek                                                                                |
| ----------------- | --------------------------------------------------------------------------------------- |
| Zlatá             | Vítěz                                                                                   |
| Stříbrná          | 2. místo                                                                                |
| Bronzová          | 3. místo                                                                                |
| Zelená            | Bodované umístění                                                                       |
| Modrá             | Nebodované umístění                                                                     |
| Modrá             | Dokončil neklasifikován (NC)                                                            |
| Fialová           | Odstoupil (Ret)                                                                         |
| Červená           | Nekvalifikoval se (DNQ)                                                                 |
| Červená           | Nepředkvalifikoval se (DNPQ)                                                            |
| Černá             | Diskvalifikován (DSQ)                                                                   |
| Bílá              | Nestartoval (DNS)                                                                       |
| Bílá              | Závod zrušen (C)                                                                        |
| Světle modrá      | Pouze trénoval (PO)                                                                     |
| Světle modrá      | Páteční testovací jezdec (TD)                                                           |
| Bez barvy         | Netrénoval (DNP)                                                                        |
| Bez barvy         | Vyřazen (EX)                                                                            |
| Bez barvy         | Nepřijel (DNA)                                                                          |
| Bez barvy         | Odvolal účast (WD)                                                                      |
| Bez barvy         | Nezúčastnil se (prázdné)                                                                |
| Označení          | Význam                                                                                  |
| Tučnost           | Pole position                                                                           |
| Kurzíva           | Nejrychlejší kolo                                                                       |
| †                 | Jezdec nedojel do cíle, ale byl klasifikován, protože odjel více než 90 % délky závodu. |
| ‡                 | Byl udělován poloviční počet bodů, protože bylo odjeto méně než 75 % délky závodu.      |
| Horní index       | Umístění bodujících jezdců ve sprintu                                                   |

| Rok  | Tým    | Vůz               | Motor          | 1   | 2       | 3   | 4   | 5   | 6   | 7   | 8   | 9   | Umístění | Body |
| ---- | ------ | ----------------- | -------------- | --- | ------- | --- | --- | --- | --- | --- | --- | --- | -------- | ---- |
| 1953 | Dillon | Kurtis Kraft 4000 | Offenhauser L4 | ARG | 500 DNQ | NED | BEL | FRA | GBR | GER | SUI | ITA | -        | 0    |

### Výsledky z AAA šampionátu
| Datum        | Závod                | Tým                 | Vůz               | Závody            | Pole position |
| 1. 9. 1952   | 100 mil DuQuoin      | Jeanie Lee/Glessner | Stevens           | Nekvalifikoval se | x             |
| 28. 9. 1952  | 100 mil Denver       | Dillon              | Kurtis Kraft 4000 | 16                | 5             |
| 11. 11. 1952 | 100 mil Phoenix      | Dillon              | Kurtis Kraft 4000 | 17                | 16            |
| 30. 51. 1953 | 500 mil Indianapolis | Dillon              | Kurtis Kraft 4000 | Nekvalifikoval se | x             |